# 戴夫·悉士頓
大衛·"戴夫"·悉士頓（英語：David "Dave" Sexton，（1930年4月6日—2012年11月25日）），出生於倫敦伊斯寧頓，是已故的英格蘭足球員和領隊。

## 外部連結
- 足球資料庫：戴夫·悉士頓的領隊統計數據